# Natació Sincronitzada als Jocs Europeus de 2015 – Combo
La prova de Combo de Natació Sincronitzada als Jocs Europeus de 2015 es va disputar entre el 14 i el 16 de juny al Baku Aquatics Centre.

## Resultats
El dia 14 es va disputar la prova de classificació i el dia 16 la final.

### Classificació
| Posició | Equip | Total   | Notes |
| ------- | --- | ------- | ----- |
| 1       | Rússia · Valeriya Filenkova · Mayya Gurbanberdieva · Veronika Kalinina · Daria Kulagina · Anna Larkina · Anisiya Neborako · Mariia Nemchinova · Maria Salmina · Anastasiia Arkhipovskaia · Elizaveta Ovchinnikova                                                              | 89.0000 | Q     |
| 2       | Espanya · Julia Echeberria Esquivel · Berta Ferreras i Sanz · Helena Jauma Lluch · Carmen Juarez Campos · Emilia Luboslavova Boneva · Raquel Estefania Navarro Fernandez · Itziar Sanchez Guardamino Canton · Irene Toledano Carmelo · Sara Saldana Lopez Lidia Vigara Rodrigo | 86.9667 | Q     |
| 3       | Ucraïna · Valeriia Aprieleva · Valeriya Berezhna · Veronika Gryshko · Yana Nariezhna · Alina Shynkarenko · Kateryna Tkachova · Yelyzaveta Yakhno · Anna Yesipova | 86.4667 | Q     |
| 4       | Itàlia · Beatrice Amadei · Maria Antonietta Buccheri · Noemi Carrozza · Veronica Gallo · Laila Huric · Claudia Modaelli · Enrica Piccoli · Ludovica Redaelli · Raffaella Baldi · Elena Sernagiotto                                                                             | 84.8000 | Q     |
| 5       | FrançaCarolane Canavese · Alice Carbonnel · Esther Ducrocq · Inesse Guermoud · Solene Lusseau · Estelle Philibert · Abbygaelle Slonina · Laura Tremble · Camille Egidio · Charlotte Tremble                                                                                    | 82.7000 | Q     |
| 6       | Grècia · Maria Eleni Armaou · Ifigeneia Dipla · Valentina Farantouri · Giana Gkeorgkieva · Sofia Evangelia Malkogeorgou · Anastasia Taxopoulou · Anna Maria Taxopoulou · Athanasia Tsola · Vasiliki Kofidi · Maria Papadokonstantaki                                           | 81.9000 | Q     |
| 7       | Belarús · Aliaksandra Bichun · Hanna Kulpo · Anastasiya Navasiolava · Hanna Shulhina · Volha Taleiko · Dominika Tsyplakova · Valeryia Valasach · Elmira Wardak · Maria Egorova · Nastassia Shkuleva                                                                            | 80.7000 | Q     |
| 8       | Suïssa · Maxence Bellina · Christine Fluri · Melisande Jaccard · Vivienne Koch · Joelle Peschl · Maria Piffaretti · Pauline Rosselet · Sarina Weibel · Anais Bernard · Lara Soto Couceiro                                                                                      | 79.4333 | Q     |
| 9       | Països Baixos · Bregje de Brouwer · Noortje de Brouwer · Shelby Kasse · Mirthe Kuperus · Eva Meulblok · Lotte Tromp · Jori van den Hoogen · Adriani Vasilakis · Diede Bronkhorst · Laura van Meel                                                                              | 76.4667 | Q     |
| 10      | Regne Unit · Phoebe Bradley-smith · Jorja Brown · Jodie Cowie · Emma Critchley · Esme Lower · Genevieve Randall · Hannah Randall · Rebecca Richardson · Danielle Cooper · Lara Hockin                                                                                          | 74.9000 | Q     |
| 11      | Turquia · Defne Bakırcı · Öykü Evliya · Mısra Gündeş · Dilay Horasan · Rezzan Eda Tuncay · Ebru Mina Turhan · Selin Ünser · Hande Yıldız · Nurberat Gökmen · Öykü Halis | 74.8000 | Q     |
| 12      | Eslovàquia · Simona Barutova · Nada Daabousova · Petra Durisova · Miroslava Kratinova · Sophia Lobpreisova · Diana Miskechova · Natalia Pivarciova · Rebecca Schererova · Julia Bacharova · Alexandra Ratajova                                                                 | 74.0333 | Q     |
| 13      | Àustria · Anna-maria Alexandri · Eirini-marina Alexandri · Vasiliki-pagona Alexandri · Raffaela Breit · Verena Breit · Edit Alexa Pinter · Vanessa Romana Gamauf | 72.8000 |       |
| 14      | Hongria · Dorina Dimanopulosz · Adel Fodor · Viktoria Harcsa · Lili Kertai · Fanni Kezdi · Sarolta Lukovszky · Alexandra Riemer · Veronka Szabo | 71.9000 |       |

### Final
| Posició | Equip | Total   |
| ------- | --- | ------- |
| 1       | Rússia · Valeriya Filenkova · Mayya Gurbanberdieva · Veronika Kalinina · Daria Kulagina · Anna Larkina · Anisiya Neborako · Mariia Nemchinova · Maria Salmina · Anastasiia Arkhipovskaia · Elizaveta Ovchinnikova                                                              | 90.2333 |
| 2       | Espanya · Julia Echeberria Esquivel · Berta Ferreras i Sanz · Helena Jauma Lluch · Carmen Juarez Campos · Emilia Luboslavova Boneva · Raquel Estefania Navarro Fernandez · Itziar Sanchez Guardamino Canton · Irene Toledano Carmelo · Sara Saldana Lopez Lidia Vigara Rodrigo | 87.7333 |
| 3       | Ucraïna · Valeriia Aprieleva · Valeriya Berezhna · Veronika Gryshko · Yana Nariezhna · Alina Shynkarenko · Kateryna Tkachova · Yelyzaveta Yakhno · Anna Yesipova | 86.8667 |
| 4       | Itàlia · Beatrice Amadei · Maria Antonietta Buccheri · Noemi Carrozza · Veronica Gallo · Laila Huric · Claudia Modaelli · Enrica Piccoli · Ludovica Redaelli · Raffaella Baldi · Elena Sernagiotto                                                                             | 84.8667 |
| 5       | FrançaCarolane Canavese · Alice Carbonnel · Esther Ducrocq · Inesse Guermoud · Solene Lusseau · Estelle Philibert · Abbygaelle Slonina · Laura Tremble · Camille Egidio · Charlotte Tremble                                                                                    | 82.6333 |
| 6       | Grècia · Maria Eleni Armaou · Ifigeneia Dipla · Valentina Farantouri · Giana Gkeorgkieva · Sofia Evangelia Malkogeorgou · Anastasia Taxopoulou · Anna Maria Taxopoulou · Athanasia Tsola · Vasiliki Kofidi · Maria Papadokonstantaki                                           | 82.2333 |
| 7       | Belarús · Aliaksandra Bichun · Hanna Kulpo · Anastasiya Navasiolava · Hanna Shulhina · Volha Taleiko · Dominika Tsyplakova · Valeryia Valasach · Elmira Wardak · Maria Egorova · Nastassia Shkuleva                                                                            | 80.4667 |
| 8       | Suïssa · Maxence Bellina · Christine Fluri · Melisande Jaccard · Vivienne Koch · Joelle Peschl · Maria Piffaretti · Pauline Rosselet · Sarina Weibel · Anais Bernard · Lara Soto Couceiro                                                                                      | 79.2000 |
| 9       | Països Baixos · Bregje de Brouwer · Noortje de Brouwer · Shelby Kasse · Mirthe Kuperus · Eva Meulblok · Lotte Tromp · Jori van den Hoogen · Adriani Vasilakis · Diede Bronkhorst · Laura van Meel                                                                              | 77.0667 |
| 10      | Regne Unit · Phoebe Bradley-smith · Jorja Brown · Jodie Cowie · Emma Critchley · Esme Lower · Genevieve Randall · Hannah Randall · Rebecca Richardson · Danielle Cooper · Lara Hockin                                                                                          | 75.9000 |
| 11      | Turquia · Defne Bakırcı · Öykü Evliya · Mısra Gündeş · Dilay Horasan · Rezzan Eda Tuncay · Ebru Mina Turhan · Selin Ünser · Hande Yıldız · Nurberat Gökmen · Öykü Halis | 75.6667 |
| 12      | Eslovàquia · Simona Barutova · Nada Daabousova · Petra Durisova · Miroslava Kratinova · Sophia Lobpreisova · Diana Miskechova · Natalia Pivarciova · Rebecca Schererova · Julia Bacharova · Alexandra Ratajova                                                                 | 74.5667 |